# Пи Козерога
Пи Козерога (π Cap, π Capricorni) — двойная звезда в созвездии Козерога. Имеет традиционное название Окул или Окулус (в переводе с латинского глаз). Звезда находится на расстоянии около 670 световых лет от Солнца.
Главный компонент, π Козерога A является бело-голубым ярким гигантом спектрального класса B, видимая звёздная величина составляет +5,08. Звезда является спектрально-двойной звездой, компоненты которой разделены угловым расстоянием 0,1 угловой секунды. Компонент π Козерога B является звездой восьмой звёздной величины, расположенной на расстоянии 3,4 угловых секунд от компонента A.

## Китайское название
В китайском языке название 牛宿 (Niú Su, Бык) относится к астеризму, состоящему из звёзд π Козерога, β Козерога, α2 Козерога, ξ2 Козерога, ο Козерога и ρ Козерога. Пи Козерога имеет название 牛宿四 (Niú Su sì, Четвёртая звезда Быка).